# Lorenzo Doss
Lorenzo Doss (New Orleans, 22 aprile 1994) è un giocatore di football americano statunitense attualmente free agent, che ha militato nel ruolo di cornerback per i Carolina Panthers della National Football League (NFL).

## Biografia

### Denver Broncos
Dopo avere giocato al college a football alla Tulane University, Doss fu scelto nel corso del quinto giro (164º assoluto) del Draft NFL 2015 dai Denver Broncos. Debuttò come professionista subentrando nella gara del terzo turno contro i Detroit Lions. La sua prima stagione regolare si chiuse con 6 presenze, nessuna delle quali come titolare. A fine anno si laureò campione NFL con la vittoria dei Broncos sui Carolina Panthers nel Super Bowl 50.

## Palmarès

### Franchigia
- Super Bowl : 1

Denver Broncos: 50
- American Football Conference Championship: 1

Denver Broncos: 2015

## Statistiche
| Partite totali      | 6 |
| Partite da titolare | 0 |
| Tackle              | 0 |
| Sack                | 0 |
| Intercetti          | 0 |

Statistiche aggiornate alla stagione 2015